# MS Pride of Kent
Le MS Pride of Kent est un ferry transmanche de la compagnie P&O Ferries, en service sur la ligne de Douvres à Calais. De sa construction en 1992 jusqu'à sa conversion en 2002 il servait de navire de fret sur la ligne de Zeebruges sous le nom d’European Highway.

## Histoire
Familièrement appelé le Kent, il s'appelait à sa construction en 1991 l’European Highway, et était le jumeau des navires European Pathway, devenu le MS Pride of Canterbury, et du MV European Seaway, navires de fret de la classe European commandés par P&O European Ferries dans le début des années 1990 pour l'itinéraire Douvres - Zeebruges, dont le quatrième, le MS Pride of Burgundy, qui devait s'appeler European Causeway, fut converti en cours de construction.
Desservant d'abord la ligne de fret de Zeebruges, comme l’European Pathway, il fut modifié avec lui lors du projet Darwin en 2003, pour devenir l'un des ferrys principaux de la ligne Douvres-Calais sous le nom de Pride of Kent.
Un autre navire a porté ce nom : le Spirit of Free Enterprise a été renommé 
Pride of Kent en 1987, puis P&OSL Kent en 1998 et PO Kent en 2002, et a servi entre Douvres et Calais jusqu'en 2003, quand il fut désarmé et renommé Anthi Marina.
Le 24 Septembre 2019, P&O Ferries annonce deux nouveaux super ferrys (nom du projet : Dover super-ferries) pour la ligne Calais - Douvres en 2023 afin de remplacer sa flotte dont le Pride of Kent.
Le 9 Octobre 2023, vers 17h34., il quitte le port de Calais pour son dernier voyage. Il suit la même route qu'avait emprunté le MS Pride of Burgundy, quelques mois plutôt, vers le port turque d'Aliağa, pour y être détruit.

### Projet Darwin
Avec la fin de l'agrément de P&O Stena Line, la compagnie nouvellement formée P&O Ferries annonça que l’European Highway et l’European Pathway, qui assuraient le fret avec Zeebruges, seraient reconvertis dans les chantiers navals allemands de Lloyd Werft, pour remplacer le PO Kent (ex-Spirit of Free Enterprise, PO Pride of Kent puis P&OSL Pride of Kent) et le  PO Canterbury (ex-Stena Fantasia (en)) sur le service principal entre Douvres et Calais. Cette opération est connue chez P&O comme le projet Darwin :
- augmentation de la capacité de 200 à 2000 passagers ;
- plus de 5 000 mètres carrés de logement supplémentaires pour les passagers ;
- cinquante cabines supplémentaires pour l'équipage ;
- meilleure maniabilité.

L’European Pathway est parti pour Bremerhaven le 1er décembre 2002, et l’European HighWay l'a suivi dans le cours du mois. Les ferrys convertis ont repris le service en avril et en mai 2003 respectivement.

## Incidents et accidents
Le 10 décembre 2017 à environ 12 heures le Pride of Kent s'échoue sur un banc de sable à la sortie du port de Calais, en raison de conditions climatiques défavorables (vents atteignant 120 km/h). Il sera secouru vers 18 heures par deux, puis quatre remorqueurs venus de Dunkerque et Calais. Probablement en raison de la météo, il y avait peu de passagers (208 passagers sur 313 personnes au total). Ce ferry, qui devait rallier Douvres contenait 74 poids lourds, 36 véhicules légers et un autocar. Aucun blessé n'a été déclaré à bord. 

Le navire est resté stable et les passagers ont été gardés à bord. Une voie d'eau a été identifiée à la suite de cet accident, probablement ouverte par une collision avec une passerelle RoRo T1. Les autorités et la préfecture du Pas-de-Calais ont mis en place une cellule de crise, qui a décidé  de provisoirement interrompre le trafic (côtés français et anglais) ce qui a obligé plusieurs autres ferrys à se mettre en attente devant le port. Le déséchouage a commencé vers 18 h 15.  Une enquête sur les causes de l’incident a été ouverte par la direction des Affaires maritimes.

## Disposition
Le Pride of Kent a six ponts « actifs » : les ponts 3 et 5 pour le fret et les voitures, le pont 6 pour les voitures, les ponts 7 et 8 pour les passagers et le pont 9, extérieur.
Le navire est aussi divisé horizontalement en 3 zones de ventilation, avec des escaliers associés à des couleurs (rouge, jaune, orange, vert et bleu). Il y a 3 ascenseurs passagers du pont principal et du pont des voitures au pont des passagers où on trouve plusieurs salons, une cafétéria self-service (The Food Court, anciennement International Food Court),  deux Costa Coffee  (l'un était un Cafe Olliveto's jusqu'en 2004), une Langan's Brasserie, une boutique hors taxes française et un bar - anciennement le Silverstones Sports Bar. Il y a des ponts ouverts aux niveaux 8 et 9.
Le Pride of Kent est connu pour avoir le meilleur service commercial de toute la flotte.

## Navire jumeaux

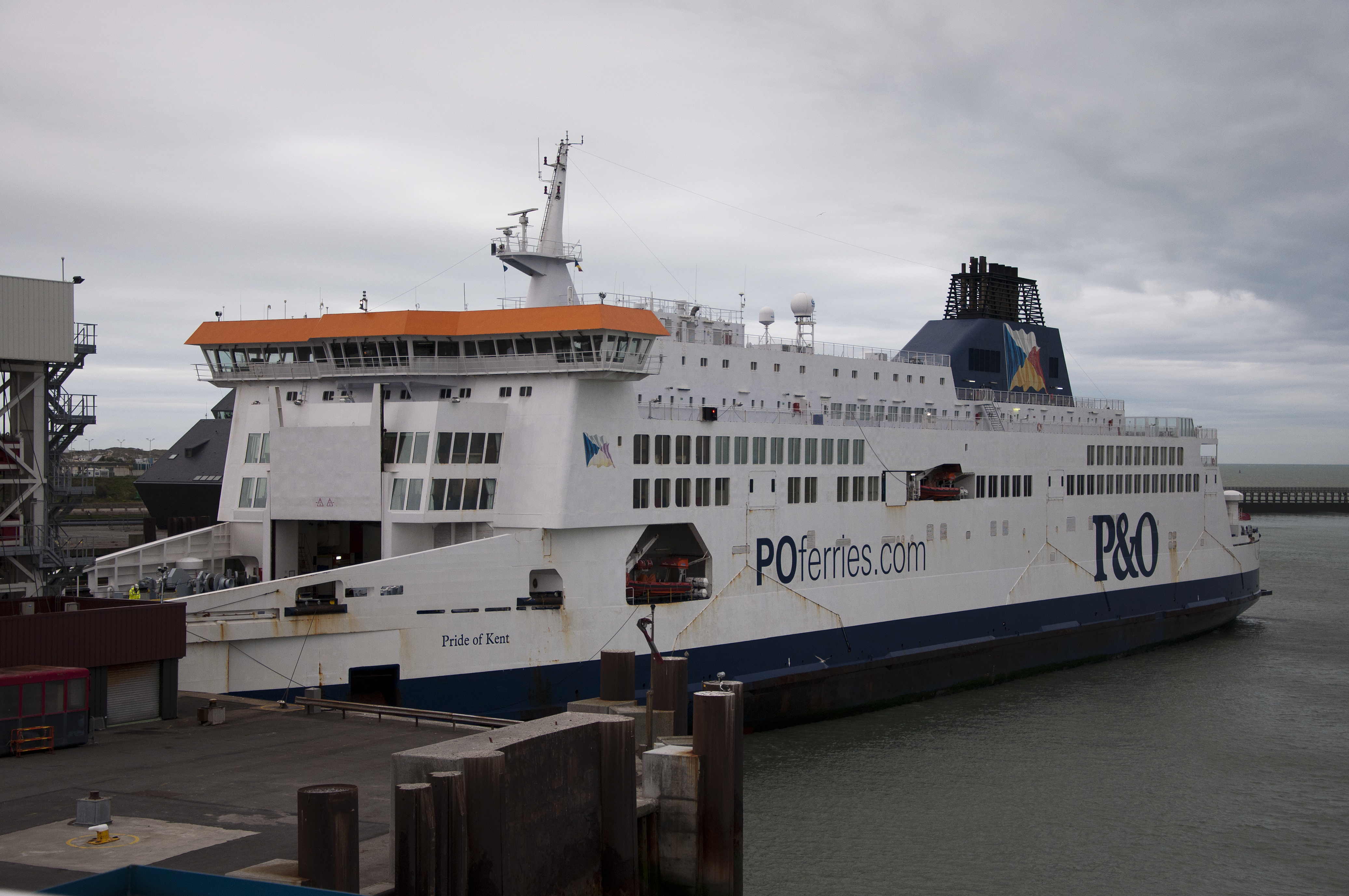
Pride of Kent à Calais

À sa construction, l’European Hightway était identique à l’European Seaway et à l’European Pathway, navires de fret de la classe European. Le quatrième, MS Pride of Burgundy, qui devait s'appeler European Causeway, fut converti en cours de construction, mais reste assez semblable.
L’European Highway et l’European Pathway ayant subi des modifications très semblables pour devenir le Pride of Kent et le Pride of Cantarbury, ces deux navires sont souvent appelés les Darwin Twins (« les jumelles Darwin »), ou les Darwin's, d'après le nom du projet de conversion.